# Башмачок капельный
Башмачо́к ка́пельный (лат. Cypripedium guttatum) — травянистый длиннокорневищный многолетник, широко распространённый в Евразии и на западе Северной Америки, вид секции Bifolia рода башмачок семейства Орхидные (Orchidaceae). Самый зимостойкий из видов секции. В России редок на большей части ареала, занесён в 38 региональных Красных книг. Декоративное растение, пригодное для выращивания в северных регионах. Используется в народной медицине.

## Название
В русскоязычной литературе известен под следующими названиями: башмачок пятнистый, башмачок крапчатый, венерин башмачок пятнистый, венерин башмачок крапчатый, венерин башмачок капельный. Все видовые русские эпитеты являются различными значениями латинского прилагательного «guttatum». Почти все эти названия можно встретить в современной русскоязычной ботанической литературе — обычно предпочтение отдаётся названию, принятому в региональной «Флоре» или определителе. Во «Флоре Сибири», охватывающей бо́льшую часть российского ареала Cypripedium guttatum, используется русское название «башмачок капельный». Из родовых названий более употребимо «башмачок». «Венериным башмачком» называют типовой вид рода Cypripedium calceolus.

## История
Валидное описание и видовой эпитет «guttatum» были даны Петером Улофом Сварцем в 1800 году. Экземпляр, по которому написан диагноз, был привезён Иоганном Георгом Гмелиным из экспедиции 1733—1746 годов . Раньше этот вид тоже собирался, о чем свидетельствуют более ранние синонимы и рисунок с описанием из материалов экспедиции Д. Г. Мессершмидта в 1720 году (илл.), сделанный в районе Тобольска и подписанный «Calceolus Sibiricus minor». 

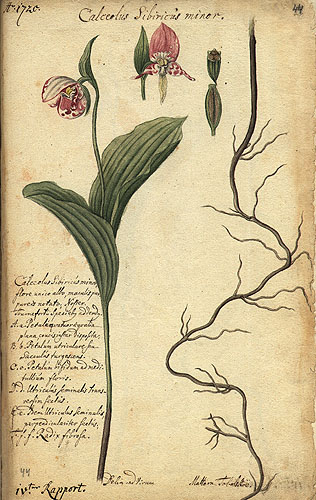
Рисунок Карла Шульмана, работавшего в экспедиции Д. Г. Мессершмидта в 1720 году

В 1901 году на берегу реки Берёзовки зоологи Ойген В. Пфиценмайер и  Отто Ф. Херц, принимавшие участие в раскопках шерстистого мамонта  обнаружили, что у него во рту сохранились растения, которыми он питался перед тем как погибнуть в глубокой расщелине. Из растений были определены осока (Carex sp.), чабрец (Thymus serpyllum), мак альпийский (Papaver alpinum), лютик едкий (Ranunculus acer), горечавка (Gentiana sp.) и Cypripedium sp. Этот башмачок рос приблизительно 30000 лет назад (другие источники оценивают его возраст 8000—10000 лет) — это самая древняя из известных находок башмачка. Венгерский ботаник Режё Шоо предположил, что это был Cypripedium guttatum.

## Распространение и экология
Широко распространён в умеренной зоне Евразии и на северо-западе Северной Америки. В Азии ареал включает Сибирь, Дальний Восток, Монголию, Китай, Корею, Бутан. В Европе (к западу от Предуралья) ареал носит реликтовый характер, многие находки подтверждены только старыми сборами.
Довольно пластичен экологически: растёт как на относительно сухих и бедных почвах, так и на почвах со значительным содержанием гумуса, реже отмечается в заболоченных местах. Предпочитает умеренную освещённость, полутень. Один из самых зимостойких видов башмачков. В горах на юге может подниматься на высоту до 4100 метров н.у.м. Растёт в равнинных и горных лиственных, смешанных и хвойных лесах, на лесных опушках, известняковых скалах, песчаных осыпях. В местах произрастания в природе кислотность почвы близка к нейтральной (pH почвы 6—7).

## Ботаническое описание
Корневище длинное, ползучее, тонкошнуровидное. Стебель высотой от 10—30 см, железисто-волосистый. Листьев 2 (редко 3), не считая более мелкого прицветного листа. Листья сидячие, 5—10 см длиной, 3—4 см шириной, очерёдные (иногда до почти супротивных), широко-эллиптические, снизу редко опушенные, с ровным краем. Цветок одиночный, крупный, формой похожи на башмачок. Околоцветник белый, с крупными фиолетово-розовыми сливающимися крапинками, нижний листочек околоцветника, сросшийся из двух, зеленоватый. Боковые листочки 1,5—2 см длиной, губа 2 см длиной. Плод — удлинённая коробочка, обращённая вниз.

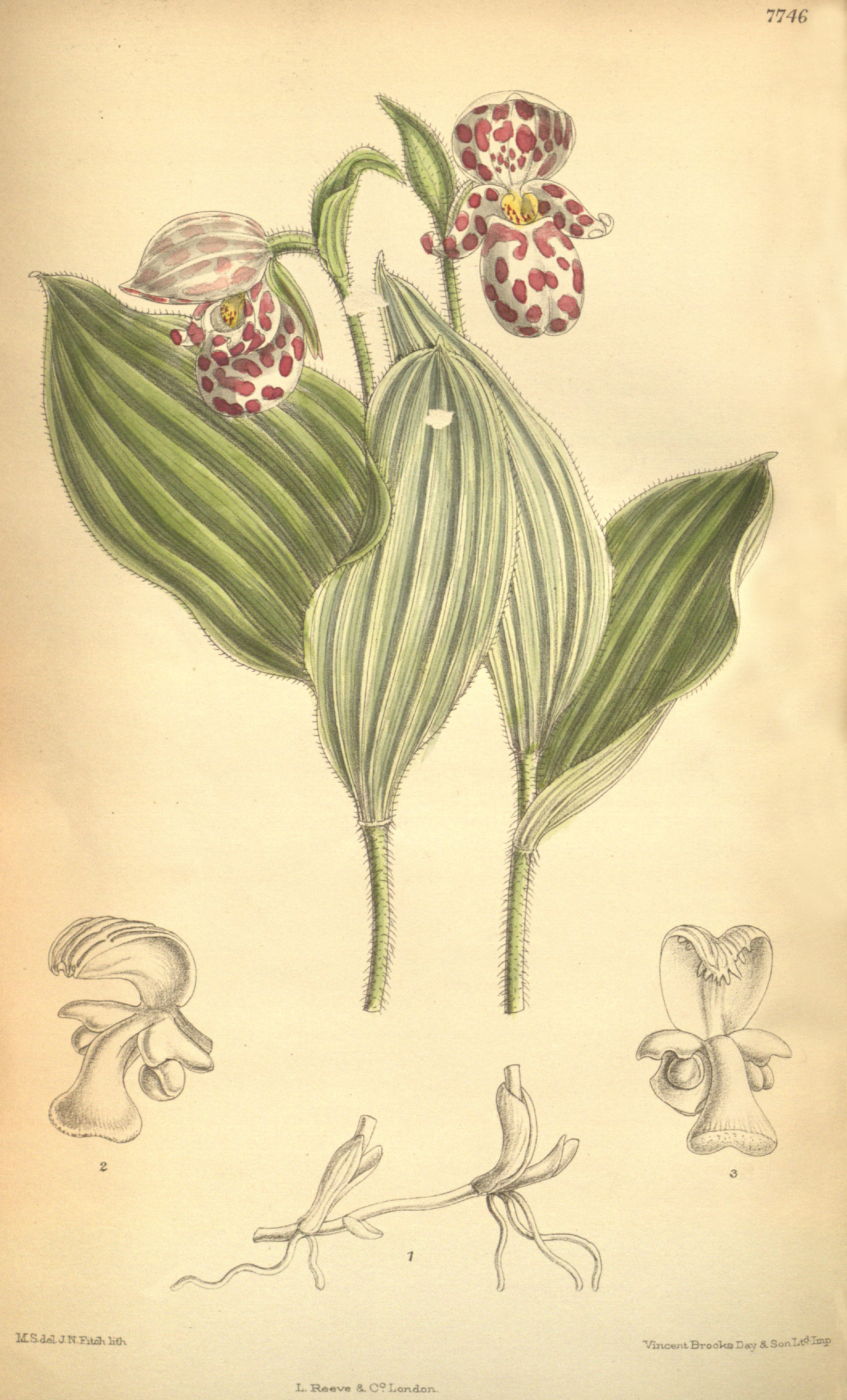
Cypripedium guttatum —
ботаническая иллюстрация из книги «Curtis’s Botanical Magazine», 1900 г.

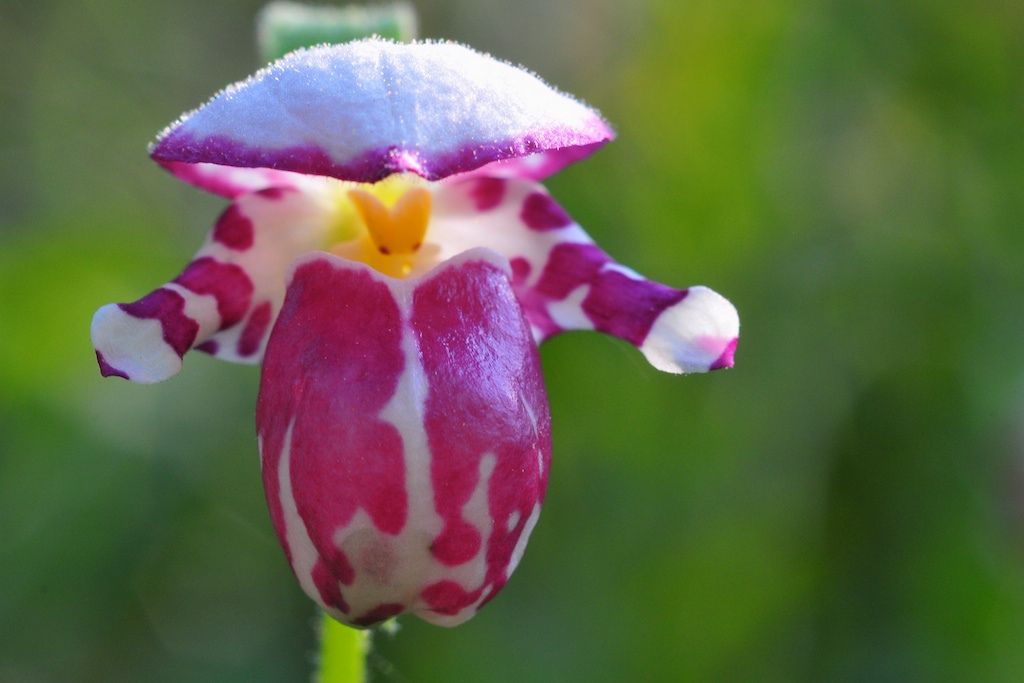
Цветок

Хромосомный набор: 2n = 20, 30.

## Размножение
Размножение семенное и вегетативное — корневищными почками. Цветение наблюдается в конце весны — начале лета (в разных частях ареала). Цветки опыляются дневными и ночными бабочками, мухами, шмелями и другими перепончатокрылыми. Созревание и высыпание семян приходится на конец лета — начало осени. Семена, как и у всех орхидей, очень мелкие. Первые несколько лет проросток развивается под землёй, получая питание в результате симбиоза с грибом. У взрослого растения на корневище ежегодно образуются новые побеги, отстоящие один от другого на несколько сантиметров. Благодаря корневищному размножению популяции часто представляют собой единый вегетативный клон.
Опыление башмачка капельного было изучено на северо-западе провинции Юньнань в Китае. Основными опылителями там оказались одиночные пчёлы из рода Lasioglossum (L. clypeinitens, L. sautureum и L. virideglaucum). Пчёлы издалека замечают белый спинной чашелистик (парус), а приблизившись ориентируются по аромату цветка. Садясь на цветок, пчела пытается захватить стаминодий, имитирующий пищу, но соскальзывает по гладкой поверхности внутрь губы. Выбираясь из цветка, пчела движется вдоль «лесенки» из волосков, растущих по задней стенке мешочка, благодаря этому, она сначала протискивается под рыльцем, а затем под одним из двух пыльников, расположенных по обеим сторонам колонки.

## Разновидности, грексы и гибриды
Башмачок Ятабе (Cypripedium yatabeanum), описанный в 1899 году Томитаро Макино часто рассматривают как форму C. guttatum, хотя между этими двумя видами существуют заметные отличия в морфологии и окраске околоцветника: у башмачка Ятабе белый цвет замещается зеленовато-жёлтым, а пурпурный — коричневым. Губа у этого вида уже и длиннее, а на боковых лепестков заметна явная перетяжка, отграничивающая верхнюю ложковидную часть лепестка. C. yatabeanum обитает на Камчатке, на севере Японии, на Курильских и Алеутских островах, возможно также в Корее. Там, где оба вида растут рядом (Аляска и на Камчатка), часто встречается их естественный гибрид Cypripedium × alaskanum.
В 1851 году Генрих Готлиб Райхенбах описал C. guttatum var. redowskii — растения с удлинённой губой и чисто белыми цветами. Вероятнее всего, название было посвящено российскому ботанику Ивану Редовскому, который работал на  Дальнем Востоке и Камчатке и мог быть коллекционером этого растения. Однако Райхенбах ограничился чрезвычайно кратким описанием и не сообщил важных подробностей. Л.В. Аверьянов, основываясь на иллюстрации Райхенбаха считает C. g. var. redowskii  естественным гибридом между C. guttatum и C. yatabeanum. Законным названием для такого гибрида остаётся Cypripedium × alaskanum данное Брауном, несмотря на то, что этот таксон был опубликован спустя 144 года после публикации описания CCypripedium guttatum var. redowskii. Приоритет основан на использовании Брауном  более высокого таксономического разряда чем разновидность.
В 2006 году по находке в Западной Сычуани на высоте около 4100 м н.у.м. клона C. guttatum с бело-жёлтым цветком без красных пятен описан новый вид: Cypripedium bouffordianum Yong H.Zhang & H.Sun. В настоящее время вид не признан. Хольгер Пернер считает C. bouffordianum синонимом C. guttatum f. albiflorum Averyanov.
По данным The International Orchid Register, на январь 2012 года, зарегистрированы следующие грексы, полученные на основе башмачка капельного:
- Erich Maier =(Cypripedium guttatum × Cypripedium reginae) E.Maier, 2006
- Münster =(Cypripedium californicum × Cypripedium guttatum) D.Vienenkoetter, 2011

Полиморфизм цветков Cypripedium guttatum в различных популяциях на территории Приморского края позволила выделить несколько разновидностей отличающихся окраской цветков: 
- «Guttatum» («Крапчатый») – представляет собой типичный вариетет, с равномерно расположенными пятнами по поверхности губы, внутренней части паруса и петалий;
- «Rubrasaccos» («Красногубый») – отличается более менее ровной пурпурной окраской губы и пятнистыми парусом и петалиями;
- «Albastriatum» («Белополосый») – представляет собой некоторую разновидность вариетета с красной губой, которая отличается более менее четкой белой полосой, проходящей в центральной части губы, разделяющей её на две половинки;
- «Externemaculatum» («Сверху пятнистый») – вариетет близкий к Guttatum, но отличающийся наличием ярко выраженных пятен с внешней стороны паруса (у остальных вариететов парус с внешней стороны чисто белый);
- «Semialbum» («Полубелый») – представляет собой переходный вариетет от альбовой формы Cyp. guttatum к типовой, что проявляется в крайне бледной пятнистости на чисто белом фоне всех частей цветка.

## В культуре
Обычен в коллекциях и относительно широко доступен. Башмачок капельный выращивается как в открытом грунте, так и в контейнерах. Особенно хорошо удаётся его культура в местах с холодной зимой и прохладным летом. Зоны морозостойкости: 2—4.
Посадку рекомендуется осуществлять в хорошо освещённых солнцем местах или в полутени, хотя тень тормозит разрастание клона. Один из возможных вариантов почвенной смеси включает лесную подстилку из соснового леса, измельчённые стебли и листья травянистых растений, песок, перлит и дроблёные раковины моллюсков.
Почки у башмачков зимуют на глубине 1—1,5 см. Для укрытия можно использовать дубовые листья, мульча не должна закислять субстрат. В открытом грунте  диаметр корневой системы взрослых растений может достигать 60—70 см в диаметре. Пересадка производится не чаще одного раза в 4-5 лет. Лучшим временем пересадки является август, после пожелтения и начала отмирания листьев.
Для выращивания в контейнере используют грунт следующего состава: листовой перегной (из листьев липы и берёзы), волокнистый бурый торф, песок, доломитовая мука и древесный уголь в соотношении 1:1:1:0,5:0,5.
В Солнечногорском районе Московской области регулярно цветёт и плодоносит. Почва – бедный органикой (гумус по Тюрину 4,65%, подвижный азот 1,47 мг на 100 г) тяжёлый суглинок, разрыхлённый добавкой крупного песка и некислого торфа и известкованный (pH солевой вытяжки 6,7). 1/3 дня место посадки находится в неплотной тени.

## Использование в народной медицине
Трава башмачка капельного применяется в качестве седативного средства при нервно-психических расстройствах, а также как мочегонное и потогонное средство. Химический состав растения изучен недостаточно. Обнаружены эфирные масла, смолы и дубильные вещества.

## Охранный статус
Популяции, расположенные вблизи населённых пунктов могут страдать от рекреационной нагрузки и сбора на букеты. Вид занесён во многие государственные и региональные Красные книги и включён в Приложение II СИТЕС (Конвенция по международной торговле видами дикой фауны и флоры, находящимися под угрозой исчезновения, от 3 марта 1973 года).